# Castex-d'Armagnac
Castex-d'Armagnac é uma comuna francesa na região administrativa de Occitânia, no departamento de Gers. Estende-se por uma área de 12,26 km². Em 2010 a comuna tinha 117 habitantes (densidade: 9,5 hab./km²).